# كارديا (تراقيا)

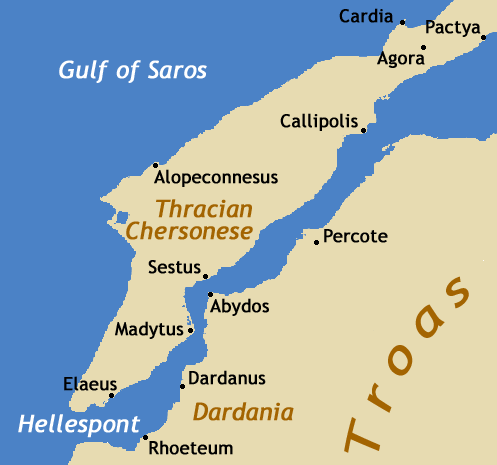

كارديا كانت قديما المدينة الرئيسية في جاليبولي و توجد على رأس خليج ميلاس (خليج ساروس). كانت المدينة مستوطنة لشعوب ميليتوس والكلازومينين و لكن دخلها الأثينيون في زمن ملتيادس (نهاية القرن السادس الميلادي) حيث يؤكد ذلك ضغاة الملتيادس (515-493 قبل الميلاد). رغم ذلك لم تجعل تلك الحقيقة كارديا مناوئة للأثنيين: لاحقا في 357 قبل الميلاد عندما استولت أثينا على منطقة خيرسون و ضمتها إليها, ظلت كارديا تحت حكم الأمير التراقي المدينة الوحيدة المحايدة ولكن كان العام 352 قبل الميلاد سنة حاسمة حيث تم توقيع اتفاقية وئام مع فيليب الثاني المقدوني. حلت كارثة عظيمة في عام 343 قبل الميلاد عندما استجلب ديوبيث, قائد أثيني مرتزق, مستوطنين إغريق إلى المدينة و الذي نتج عنه تدخل فيليب لتخليص المدينة حيث لم يكن مرحب بهم. اقترح الملك حل النزاع بالتحكيم وهو الاقتراح الذي رفضته أثينا . حوالي العام 309 قبل الميلاد دمرت كارديا على يد ليسيماخوس حيث تمت إعادة بناءها رغم فقدانها رخائها السابق. بنيت مدينة إلى جوارها سميت ليسيماخيا حيث انتقل إليها سكان كارديا و أصبحت في ما بعد مدينة رئيسية مجاورة. كارديا هي رأس مسقط يومينس وزير الإسكندر المقدوني و المؤرخ هيرونيموس الكاردي.